# 战杆
战杆属于刺击类冷兵器，是中国地区北方汉族对没有缨、绫、穗等装饰的矛或枪的称呼，有时也指普通的矛或枪，或指枪或矛的杆部。在其他地区（比如东欧和西亚）的民族中这种武器也有广泛的使用，只不过大多数民族的语汇中不会把战杆与一般的枪或矛进行区分。

## 战杆的使用
战杆和普通的枪、矛属于同一个起源——尖木，并同样流行于冷兵器时代。随着冷兵器时代的消退，因附有装饰物而具有审美意义的枪和矛被保存到了民间的体育、文艺或民俗仪式中，而战杆则基本退出历史舞台，只在一些狩猎民族中还有使用，偶尔也会出现在文明人的械斗或示威之中。

## 战杆的意義
在大多数情况下，人们在言语中不会去区分战杆和一般的枪和矛，指涉枪和矛的概念时一般也就包括了战杆的概念。但是对于专业的冷兵器或古代军事学者和爱好者来说，他们通常会出于科学和严谨的考虑对二者进行区别，他们也会把近战肉搏用的战杆和远程投射用的标枪进行区别。另一种人也会进行这种区别，他们是曲艺艺人和曲艺作者，以及一部分俗文学的作者，他们为了使听众感到新鲜而对一些常用的词语进行“陌生化”处理，把战杆从一般的枪或矛中区分出来，或者把一般的枪或矛说成战杆，又或者把一般的枪或矛的杆部称作战杆。另外，旧时一些曲艺班子的老板为了方便道具的管理，也会用战杆和枪来指涉不同的道具。

## 史料
關於文艺现象，我们可以找到相关例子，如小说《续济公传》（作者坑余生）中有：
“那总兵郑元龙头戴三岔亮银盔，上边珍缨高结，身披锁子连环甲，内衬素龙袍，上绣冰炸梅花朵，护心宝镜，光明闪照，九股楞的绊甲绦，肋下佩三尺龙泉剑，左边袋内龙角弓，右边壶盛狼牙箭，胯下银河兽得胜勾，挂着素缨梅花战杆，怀抱令箭，面如白玉，三络长髯飘洒胸前”
又如连珠快书《定军山》（作者不详）中也有：
“夏侯渊催开战马怪叫如雷无名动，拧枪来战老黄忠，黄汉升接战厮杀抖搜精神真奋勇，咯噔噔刀劈战杆迸火星”
再如太平歌词《秦琼观阵》（作者不详）中亦有：
“观东方青龙刀大砍刀刀刀偃月，观南方月牙斧夹钢斧斧闪金星。观西方素银枪亮银枪枪抖动银战杆，观北方五股叉托天叉混海蛟龙”的说法。

## 細分
从冷兵器科学分类法的角度开看，战杆类兵器按形态可分为四种：「尖木」、「刺杆」、「战杆」、「整铸枪」。尖木是原始人发明的简易武器，仅仅是把木棍削尖在把尖部烧结实而已，维柯在《新科学》里对此有相关阐述；刺杆是一整根金属杆，形状如尖木，这种冷兵器常常被作为固定畜体进行烧烤的炊厨工具，出现在餐饮或秀色题材的文字或图片里；战杆是一根木棍和一个金属头部安插组成的，和普通的枪的区别只在于没有装饰物；整铸枪指枪的形状的整铸铁器，从剪影上看和真枪完全一样，适合大力士使用，优点是能够刺杀的同时也可以利用金属的重量重击对手。以上四种武器，除战杆外，都是一体化的，而不是组装型的，因而也就没有安装装饰物的设计，此四类均被归为战杆。